# Marco Barbarigo
Marco Barbarigo (ca. 1413 – 1486) was de 73e doge van Venetië. Hij volgde in 1485 Giovanni Mocenigo op na diens overlijden. Zijn eigen opvolger werd in 1486 zijn broer, Agostino Barbarigo. 

## Trivia
- Barbarigo komt voor in het computerspel Assassin's Creed II als vijand van Ezio Auditore da Firenze. In het spel wordt Barbarigo vermoord door hem, de speler.